# Pavel Beganski
Pavel Beganski (n. 9 ianuarie 1981) este un fotbalist din Belarus, care în prezent joacă la MKK-Dnepr Rogachev. În 2007 a jucat la Oțelul Galați.